# Mi tierra (revista)
Mi Tierra fue una revista gráfica de carácter regionalista que se editó en Orense en 1911.

## Historia y características
Subtitulada Revista gallega, apareció en julio de 1911. Fue fundada por Xerardo Álvarez Limeses, que ejercía de gerente, y dirigida por Eugenio López Aydillo. Después de fracasar el proyecto de Galicia Ilustrada (de la que sólo apareció el número 0), que también pretendía recoger la tradición de La Ilustración Gallega y Asturiana, Xerardo Álvarez Limeses fundó Mi Tierra, pero tampoco tuvo éxito pues desapareció a los pocos números, no consiguió pasar de un mes de vida. Su trascendencia estuvo en el hecho de poner en contacto a Castelao con el grupo de intelectuales orensanos que años más tarde daría origen al Grupo Nós
Entre sus colaboradores estaban Antón del Olmet, Vicente Risco, Castelao, Manuel Murguía, Antonio Rey Soto, Fernández Mato, Noriega Varela, Vicente Risco, Avelino Rodríguez Elías y Antonio Villar Ponte que firmaba con el seudónimo de Antón de Rabodegalo. Como responsable de la información gráfica figuraba José Pacheco.